# لوئیس واتکین
لوئیس واتکین (به انگلیسی: Louise Watkin) (زادهٔ ۱۳ اوت ۱۹۹۲) شناگر اهل بریتانیا است.